# Spatiamentum
Lo Spatiamentum è una pratica settimanale eseguita dai monaci certosini, che consiste in una lunga passeggiata insieme della durata di tre o quattro ore.

## Funzione
È un complemento a quella che altrimenti sarebbe una vita estremamente solitaria, poiché i monaci vivono per lo più una vita di clausura molto rigorosa, con la maggior parte delle attività quotidiane condotte da soli e in silenzio.
Durante la passeggiata i monaci parlano liberamente, camminando in coppia e cambiando partner ogni mezz'ora. Ciò significa che durante uno spatiamentum ogni monaco converserà con altri otto. Ciò consente una condivisione fraterna tra i monaci. La conversazione durante la passeggiata è spensierata e semplice. Lo spatiamentum fornisce anche spazio fisico ed esercizio. In caso di maltempo, la passeggiata viene posticipata al giorno successivo.
Lo spatiamentum probabilmente divenne una parte formale della vita certosina intorno al XII secolo, al fine di bilanciare la solitudine con il contatto umano e fornire un po' di relax e tregua da una regola rigida e dall'attenzione alle questioni spirituali.
Innocenzo Le Masson, priore generale dell'ordine del XVIII secolo, scrisse: «È solo con la massima riluttanza che concedo l'esenzione dallo spatiamentum, e solo agli anziani. Tanta grande, mi sembra, è l'utilità di questa passeggiata per il bene sia del corpo che dell'anima. Più facilmente e più volentieri esenterei un monaco certosino dall'Ufficio notturno, per alcuni giorni, o dai digiuni dell'Ordine, che dallo spatiamentum».